# Kohosaari (ö i Södra Karelen, Villmanstrand, lat 61,14, long 28,35)
Kohosaari är en ö i Finland. Den ligger i sjön Saimen och i kommunerna Villmanstrand, Taipalsaari och Taipalsaari och landskapet Södra Karelen, i den södra delen av landet, 210 km nordost om huvudstaden Helsingfors. Öns area är 3,4 hektar och dess största längd är 490 meter i sydväst-nordöstlig riktning.